# Everhard von Berg
Everhard von Berg (* spätestens um 1100; † zwischen 1145 und 1152), auch Eberhard von Berg oder Eberhard vom Altena genannt,  war ein Sohn des Grafen Adolf I. von Berg und dessen Frau Adelheid von Lauffen. Er wird in der Katholischen Kirche als Heiliger verehrt. Sein Gedenktag ist der 22. Juli.
Everhard wurde 1129 Mönch im Zisterzienserkloster Morimond und war ab 1143 Abt im Kloster Georgenthal bei Gotha in Thüringen. 